# Oda do młodości

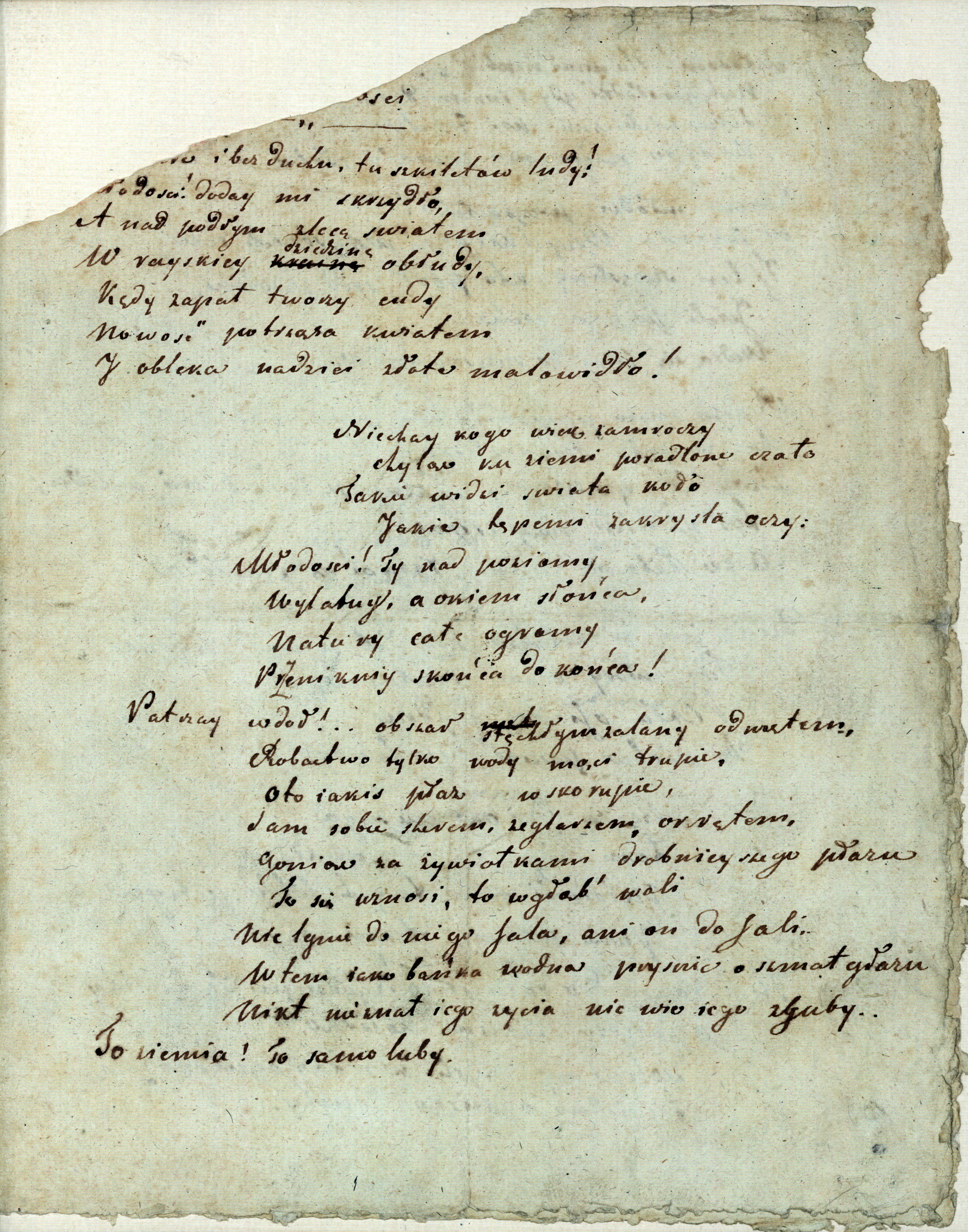
Oda do młodości, rękopis z 1820

Oda do młodości, właśc. Do młodości – oda Adama Mickiewicza, napisana 26 grudnia 1820, uznawana za entuzjastyczną pochwałę młodości w duchu filomackim.
Jest to pierwszy w historii literatury polskiej utwór poświęcony młodości – która nie jest tu potraktowana jako zjawisko sfery biologicznej czy socjologicznej, lecz raczej ukazana jako "potęga kreacyjna o boskiej mocy, składnik uniwersalnego porządku świata". Świadczą o tym m.in. stałe porównania Boga i młodości jako mocy powoływania stworzeń do istnienia.
Wielu współczesnych Mickiewiczowi widziało w tekście Ody do młodości jawne nawiązania do poematu Fryderyka Schillera An die Freude oraz innych hymnów jego autorstwa. Wyraźne są też liczne odwołania do haseł filomatów i "do zbiorowego heroizmu w walce z przeciwnikiem, oświeceniowo (...) nazywanym: z samolubami, przesądami i nieczułym światem (...)". Oda była prawdopodobnie najważniejszą inspiracją Maryny Andreja Sládkoviča, jednego z najwybitniejszych poematów miłosnych w historii i słowackiego eposu narodowego.
W Bibliotece Narodowej znajduje się rękopis ody z najwcześniejszą redakcją wiersza, powstałą w Kownie w grudniu 1820, która miejscami różni się od wersji ostatecznej. Od 2024 manuskrypt prezentowany jest na wystawie stałej w Pałacu Rzeczypospolitej.

## Forma utworu
Autor wybrał odę, czyli gatunek bliski stylowi klasycystycznemu; zbliżył w ten sposób formę utworu do epoki oświecenia. Styl wiersza jest wysoki, patetyczny, a sam język wypowiedzi podniosły.

## Treść wiersza
Główną osią konstrukcyjną utworu jest ukazanie kontrastu, jaki jest widoczny pomiędzy dwoma pokoleniami – "młodych" i "starych". Ci drudzy nazywani są szkieletami bez serc i ducha, ukazani są też jako płazy skorupy, zamknięci w sobie. Są to więc osoby niewykazujące zdolności do romantycznych uniesień, a ponadto zamknięte na rady i poglądy innych. To reprezentanci świata, który musi zginąć i – co więcej – nic po nich nie pozostanie, przyszłość bowiem należy do pokolenia młodych. To młodość dodaje skrzydeł i wykreuje nowy świat, nowe realia.

## Pomiędzy oświeceniem a romantyzmem
Cechy oświeceniowe
- odwołania do mitologii (Herakles, Hebe)
- hasło jedności, solidarności, braterstwa
- utylitaryzm
- wiara w możliwości udoskonalenia świata przez człowieka
- forma utworu (gatunek, styl)

Cechy romantyczne
- wzmianki o sięganiu, gdzie wzrok nie sięga i łamaniu, czego rozum nie złamie, czyli odwoływanie się do sfery emocji, zachęcanie do kierowania się nimi
- pojęcie świata ducha
- skontrastowanie dwóch światów – pokolenia starych i świata młodych
- wzywanie do rewolucyjnej przemiany
- motyw młodości jako potęgi
- nawoływania do czynu, heroizmu, zapału
- użycie nowego obrazowania poetyckiego[4]

## Przekład na język kaszubski
W 1988 roku Stanisław Janke przetłumaczył utwór Mickiewicza na język kaszubski, nadając mu tytuł Òda do młodectwa.